# James Lovell (Politiker)
James Lovell (* 31. Oktober 1737 in Boston, Province of Massachusetts Bay; † 14. Juli 1814 in Windham, Maine) war ein US-amerikanischer Politiker und Kryptologe. Während des Amerikanischen Unabhängigkeitskrieges (1775–1783) entzifferte er erfolgreich verschlüsselte Depeschen der britischen Kolonialmacht.

## Werdegang

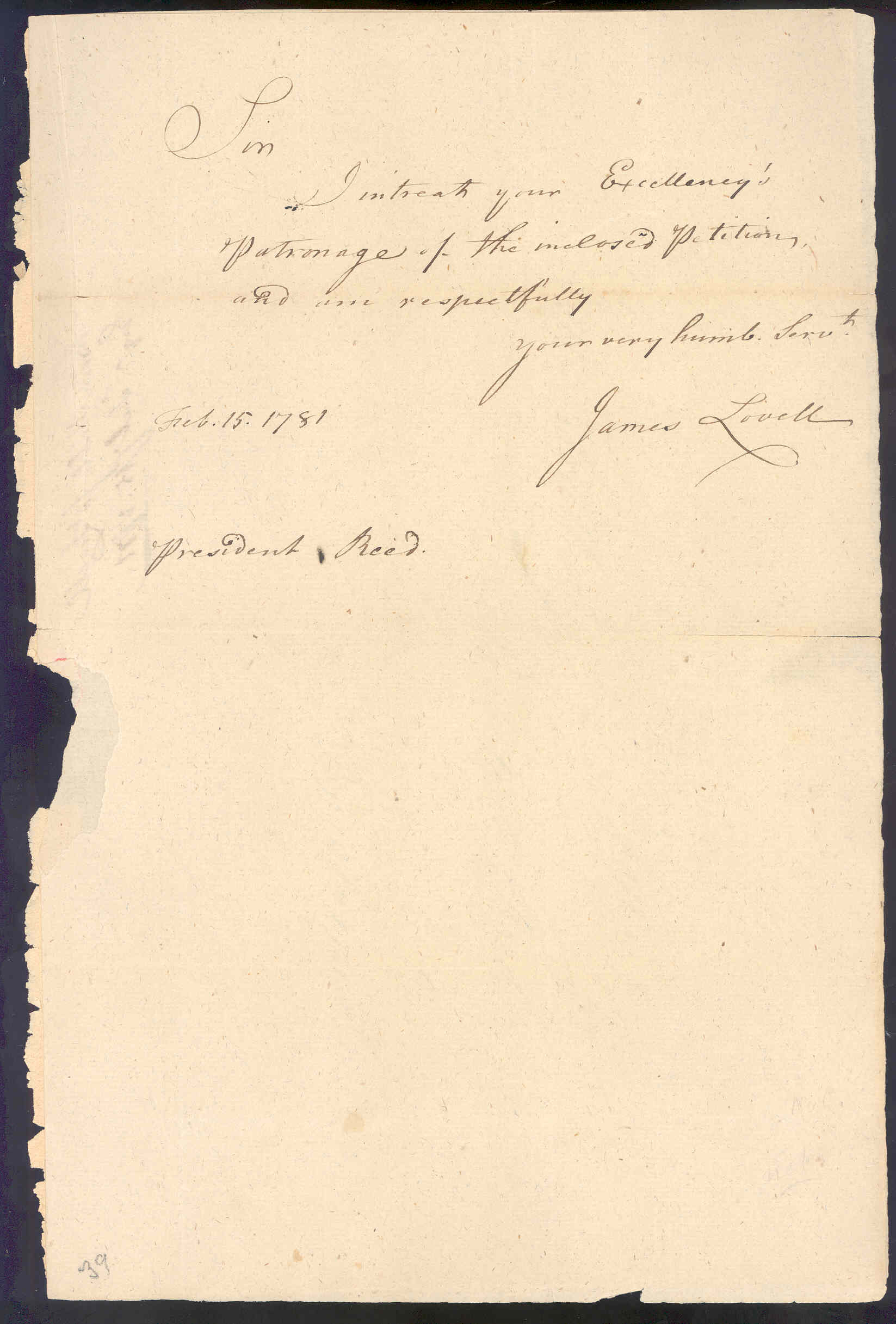
Von James Lovell verfasstes Schreiben vom 15. Februar 1781

James Lovell besuchte eine öffentliche Schule. Dann absolvierte er 1752 die Boston Latin School und 1756 das Harvard College. Danach schloss er 1759 sein Aufbaustudium in Harvard ab. Lovell unterrichtete zwischen 1757 und 1775 an der Boston Latin School und war Master an der North Grammar School (heute Eliot School). Nach der Schlacht von Breed’s Hill wurde er von General Howe inhaftiert und 1775 nach Halifax (Nova Scotia) überstellt. Bald darauf wurde er jedoch ausgetauscht und konnte nach Boston zurückkehren. Als ein Delegierter des Kontinentalkongresses nahm er ab Februar 1777 bis Ende Januar 1782 an dessen Sitzungen teil.
In dieser Zeit unterzeichnete er die Konföderationsartikel und wirkte auch als Kryptoanalytiker. Unter anderem entzifferte er dort verschlüsselte britische Geheimdepeschen und entwickelte eigene kryptographische Methoden zur Anwendung für die Amerikaner, später bekannt geworden unter der Bezeichnung The Lovell cipher system.
Danach war er zwischen 1784 und 1788 für die Erhebung der Kontinentalsteuern verantwortlich. 1788 und 1789 war er als Steuereinnehmer (collector) in Boston tätig. Lovell wurde am 3. August 1789 zum Marineoffizier für den Hafen von Boston und Charlestown ernannt, eine Stellung, die er bis zu seinem Tod 1814 in Windham (Maine) ausübte.

## Familie
Sein Sohn, James S. Lovell (1758–1850), diente zwischen 1776 und 1782 in der Kontinentalarmee. Nachdem er 1776 am Harvard College graduiert hatte, trat er in das 16. Massachusetts Regiment ein, wo er zu Anfang den Dienstgrad eines Lieutenants bekleidete. Er nahm in dieser Funktion an der Schlacht von Monmouth und an den Kampfhandlungen in Rhode Island teil. Dann wurde er 1779 als Adjutant und nun mehr Major der Southern Legion von Henry Lee zugeteilt und nahm so an den südlichen Feldzügen teil.
Sein Urenkel Joseph Lovell war zwischen 1818, als die Position durch den Kongress geschaffen wurde, und 1836 als Generalstabsarzt der Armee (Surgeon General of the United States Army) tätig.

## Postume Ehrung
Im Jahr 2023 wurde er postum in die Hall of Honor („Ehrenhalle“) der National Security Agency (NSA) aufgenommen.